# Scrapter viciniger
Scrapter viciniger là một loài Hymenoptera trong họ Colletidae. Loài này được Davies mô tả khoa học năm 2006.